# Wappen Tansanias
Das Wappen Tansanias zeigt den traditionellen afrikanischen Schild eines Bantu-Kriegers.
Das Wappen ist dreimal geteilt: Im ersten Feld in Gelb eine goldene Fackel, im zweiten Feld die Staatsflagge; das dritte Feld ist Rot mit gekreuzter goldener Axt und Hacke, im silbernen Schildfuß drei blaue Wellen. Ein goldener Speer liegt über den unteren drei Feldern. Das Postament zeigt den Kilimandscharo, zwei silberne Elefanten-Stoßzähne umrahmen den Schild. Schildhalter sind rechts ein Mann und links eine Frau in traditioneller grüner Kleidung. Zu Füßen des Mannes ein Gewürznelkenstrauch, bei der Frau ein Baumwollstrauch. Auf weißem Spruchband mit grüner Rückseite steht in roten Majuskeln das Staatsmotto auf Kiswahili: Uhuru na Umoja („Freiheit und Einigkeit“).

## Symbolik
Das Gelb oben steht für die Bodenschätze des Landes, die Fackel für Freiheit, Aufklärung und Wissen. Als so genannte Uhuru-Fackel wurde sie erstmals im Jahr 1961 auf dem Gipfel des Kilimandscharo gehisst und ist ein populäres nationales Symbol. Die tansanische Flagge ist eine Kombination der Flaggen Tanganjikas und Sansibars und soll das Land (grün), das Wasser (blau), die Bodenschätze (gelb) und die Menschen (schwarz) repräsentieren. Das rote Feld symbolisiert die fruchtbare rote Erde. Die Wellenbänder stehen für Land, Meer, Seen und Küstenlinien des Landes. Axt und Hacke sind typische Werkzeuge der Menschen, die das Land aufgebaut haben, der Speer steht für die Verteidigung der Freiheit Tansanias. Die Schildhalter sollen die Gleichheit und die Kooperation beider Geschlechter andeuten, die beiden Pflanzen repräsentieren die Landwirtschaft, der Kilimandscharo und die Stoßzähne sind auffallende Beispiele für die Natur des Landes.